# Rémilly (Mosela)
 Rémilly  es una población y comuna francesa, en la región de Lorena, departamento de Mosela, en el distrito de Metz-Campagne y cantón de Pange.

## Demografía
| 1223 | 1423 | 1556 | 1666 | 1779 | 1813 | 1999 | 2029 | 2146 | 2016 |
| Para los censos de 1962 a 1999 la población legal corresponde a la población sin duplicidades (Fuente: INSEE [Consultar]) |      |      |      |      |      |      |      |      |      |